# Engelmar Unzeitig

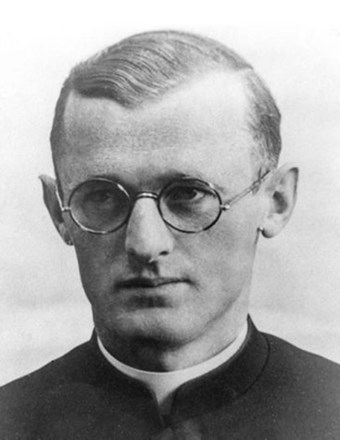
Engelmar Unzeitig

Engelmar Unzeitig ,geboren als Hubert Unzeitig, (Greifendorf (bij Zwittau), 1 maart 1911 – Dachau, 2 maart 1945) was een Duitse priester die tijdens de Tweede Wereldoorlog in het concentratiekamp Dachau stierf. Hij behoorde tot de Congregatie der Missionarissen van Mariannhill en nam de naam "Engelmar" aan toen hij tot de orde toetrad. Unzeitig werd wegens zijn goede werken in het kamp de "Engel van Dachau" genoemd,
In 2016 bevestigde paus Franciscus dat Unzeitig in odium fidei (in de haat van het geloof) stierf, dat dient als een van de voorwaarden voor zijn zaligverklaring dat in de herfst van 2016 zal plaatsvinden.

## Leven
Op 17-jarige leeftijd begon hij met zijn studie voor het priesterschap en sloot hij zich aan bij de Missionarissen van Mariannhill en kreeg de naam Engelmar. Oorspronkelijk zou Unzeitig missionaris worden. Na de studie Theologie en Filosofie in Würzburg werd hij in 1939 tot priester gewijd. Op 15 augustus 1939 droeg hij zijn eerste Heilige Mis op in zijn geboorteplaats Greifendorf en werd daarna priester in Glöckelberg bij Krummau in het Bohemer Woud.
Zowel in het geloofsonderricht als van de kansel protesteerde Unzeitig tegen de vervolging van de Joden. In het begin van 1941 arresteerde de Gestapo Unzeitig op beschuldiging van kwaadaardige opmerkingen en de verdediging van de Joden. Zonder proces werd hij na zes weken detentie in Linz aan de Donau op 8 juni 1941 naar het concentratiekamp Dachau getransporteerd. Toen in 1944 een tyfus-epidemie uitbrak, meldde hij zich vrijwillig om de zorg voor de zieken op zich te nemen. Honderden stervenden, waaronder veel Russen, schonk hij de laatste sacramenten. Andere kampbewoners redde hij van de hongerdood door hen zijn eigen eten te geven. Ten slotte stierf hij zelf aan vlektyfus.
Door medegevangenen en overlevenden werd Unzeitig de "Engel van Dachau" en de "Maximiliaan Kolbe van de Duitsers" genoemd.
Unzeitig's as werd op avontuurlijke wijze uit het concentratiekamp gesmokkeld en begraven op de gemeentelijke begraafplaats in Würzburg. In 1968 werd de urn naar de kapel van de Mariannhiller Heilig Hartkerk te Würzburg overgebracht, alwaar men een herdenkingsplek inrichtte.
De plaats Glöckelberg werd na de verdrijving van de Sudeten-Duitsers geheel verwoest. Een uitzondering vormde de kerk, die na de Wende van 1989–1990 werd gerenoveerd. De kerk wordt tegenwoordig ter nagedachtenis aan Unzeitig zowel door Duitsers als Tsjechen voor de eredienst gebruikt.

## Zaligverklaring
Nadat het proces om Unzeitig zalig te verklaren in 1991 werd ingezet, ondertekende paus Benedictus XVI in 2009 een decreet van de Congregatie voor de Heilig- en Zaligsprekingsprocessen, dat Unzeitig de heldhaftige deugdzaamheid toeschrijft. Op 22 januari 2016 bevestigde paus Franciscus het martelaarschap, waarmee aan de beslissende voorwaarden is voldaan voor de zaligverklaring.